# 福田重男
福田 重男（ふくだ しげお、1957年5月8日 - ）は、ジャズピアニスト。
群馬県前橋市出身。3-4歳からクラシック・ピアノを始める。明治大学在学中にジャズ・ピアノを志し、辛島文雄に師事。1980年、プロ・デビュー。
2010年　第一回　風のまち音楽祭(前橋市)をアドバイザーとして成功に導く。

## 音楽

### リーダーアルバム
- Blessing : 1998.01.21 / KICJ 328
- INNER VIEWS : 2002.06.19 / MTCJ-1038 (JAZZBNK / Minton's House)
- LIVE@BODY&SOUL (CD) : 2003.05.27 / MSQR-5005 (m-square)
- 不協和音 / BODY&SOUL : 2008. 06. 18. / BAS-006